# Joseph Mendes
Joseph Mendes (Évreux, 30 marzo 1991) è un calciatore guineense, attaccante del Digione.

## Carriera

### Nazionale
Con la nazionale guineense ha preso parte alla Coppa d'Africa 2019 e alla Coppa d'Africa 2021.